# FMV-игра
FMV-игра — собирательное обозначение для компьютерных и видеоигр, использующих технологию Full Motion Video (буквально «полностью подвижное видео»), для организации игрового процесса (всего или значительной части). Эти игры могут быть выполнены в различных жанрах и также использовать другие технологии.

## История
Первые игры, выполненные на основе FMV, появились в начале 1980-х годов в виде аркадных игровых автоматов. Наиболее известные игры этого периода — Dragon's Lair и Space Ace. В них использовался аналоговый лазерный видеодиск, содержащий 30-60 минут видео. Эти игры представляли собой интерактивные мультфильмы, выполненные методом традиционной рисованной анимации.
Пик популярности FMV-игр пришёлся на начало 1990-х годов и связан с развитием технологии мультимедиа и распространением CD-ROM в качестве сменного носителя данных большого объёма. Технические возможности компьютеров и игровых консолей того времени уже позволяли воспроизводить полноэкранное видео в качестве, сравнимым с VHS, но были недостаточными для отображения детализированной трёхмерной графики в реальном времени. Технология FMV применялась как для создания интерактивных фильмов и мультфильмов, так и для игр других жанров, где видеоролики заменяли графику реального времени, а часть игровых объектов отображалась с использованием двухмерной или трёхмерной графики реального времени.
С середины 1990-х годов популярность FMV-игр стала спадать, так как возможности компьютеров и игровых консолей начали позволять отображение сложной графики в реальном времени. Технология FMV с того времени стала применяться только для заставочных роликов. В настоящее время она частично вытеснена заставками «на движке». Однако, в некоторых играх конца 1990-х годов, в частности, в играх компании Squaresoft, присутствуют небольшие фрагменты, совмещающие FMV в качестве фона и трёхмерные игровые объекты (Final Fantasy 7, Parasite Eve 2).
Игры в жанре интерактивных фильмов, аналогично визуальным романам, могут быть реализованы на современных бытовых DVD-проигрывателях. С конца 1990-х годов ряд популярных FMV-игр такого типа (включая Dragon’s Lair и Mad Dog McCree) был перенесён в DVD-формат. Игры на основе этой технологии известны под собирательным названием DVD-игры. В начале 2000-х годов в России любительской компанией «Корбан Лазер Геймс» было разработано несколько DVD-игр, самой известной из которых стал «видеоквест-триллер» «Метрон»[значимость факта?].

## Типы игр

### Интерактивное кино
Самый ранний тип FMV-игр. Игры этого типа представляют собой специально снятые фильмы или мультфильмы, в определённые моменты предлагающие игроку выбор из нескольких вариантов. При выборе правильного варианта фильм продолжается, в противном случае игра заканчивается (продолжается с начала уровня). Также могут присутствовать ответвления сюжета.
Выбор варианта может быть организован как в виде паузы со списком вариантов, так и в виде подсказки на экране, требующей нажатия определённой клавиши за короткий промежуток времени. Подсказка может быть выполнена как часть самого видео (подсветка или обводка части сцены), так и в виде накладываемой поверх видео графики.
Интерактивное кино не предполагает произвольного перемещения игрока по локациям, сцены меняются в заранее запланированной последовательности.

### Приключения
Игры этого типа отличаются от интерактивных фильмов свободой перемещения игрока между сценами. Игровой процесс аналогичен обычным играм в жанре приключений, но игровая графика выполнена в виде видеороликов. Среди известных игр этого типа — Phantasmagoria и Cyberia. Многие игры этого типа занимали несколько CD-дисков. Например, версия игры Phantasmagoria для Sega Saturn занимала 7 дисков.

### Интерактивный тир
Один из наиболее распространённых типов FMV-игр. Игры этого типа могут иметь различия в исполнении, но сводятся к стрельбе по различным объектам с помощью прицела или светового пистолета.
Существовало два основных вида этого типа игр. Один представляет собой интерактивный фильм, в определённые моменты которого игрока атакует персонаж фильма. Игрок должен успеть выстрелить в некоторую область экрана — тогда фильм продолжается сценой поражения атакующего. Если игрок не успевает выстрелить или допускает промах, то он теряет попытку и фильм начинается с начала уровня (эпизода, сцены). Наиболее известные игры этого вида — Mad Dog McCree, Crime Patrol и многие другие игры компании American Laser Games, специализировавшейся на интерактивных фильмах.
Второй вид игр представляет собой рельсовый шутер, где видео используется в качестве фона, а цели являются спрайтами или полигональными моделями. Среди известных игр этого вида — Area 51 и Rebel Assault.

### Гоночные игры
Технология FMV также применялась в двух гоночных играх — MegaRace и MegaRace 2. В заставках игры использовалось «живое видео». В самой игре кольцевая гоночная трасса представляла собой видеоролик. Машины в первой части игры были выполнены в виде спрайтов, во второй части использовались полигональные модели с интерактивным освещением, которое изменялось в зависимости от положения машины и источников освещения на трассе.
В игре Full Throttle технология FMV использовалась в части игры, где герой совершает поездку по ущелью на мотоцикле, сражаясь с другими персонажами.

### Action
В эксклюзивной игре Bram Stoker's Dracula для Sega CD, представляющей собой двухмерный экшн, видеоролики использовались в качестве «трёхмерной» графики фона.
В игре Time Commando, представлявшей собой трёхмерный экшн с видом от третьего лица, видеоролики также использовались в качестве графики фона. Персонажи были выполнены в виде полигональных моделей. Камера плавно следовала за героем по фиксированной траектории, меняя точку обзора.

### Shoot 'em up
Игра Silpheed представляла собой классический скролл-шутер, где герой управлял космическим кораблём, наблюдая за ним сверху, от третьего лица. Фоновая трёхмерная графика была выполнена в виде видеоролика, игровые объекты являлись малополигональными трёхмерными моделями, отображавшимися в реальном времени.

### Спортивные
Компания Digital Pictures, являвшаяся одним из основных производителей FMV-игр, разработала игры Quarterback Attack и Slam City with Scottie Pippen, имитирующие определённые моменты американского футбола и баскетбола. Эта компания также разработала игру Supreme Warrior, представлявшую собой файтинг с видом от первого лица.

### Детектив
В 1988 была выпущена игра «Роботы» (по мотивам романов Айзека Азимова «Стальные пещеры» и «Роботы зари»).  В игровой комплект входила кассета с фильмом, вместе с набором карточек. Механика игры была схожа с Cluedo; требовалось определить преступника и мотив преступления по уликам в фильме, а также подсказкам на случайно выпавших карточках. В зависимости от комбинации карточек, менялись как преступник, так и его мотивы.